# Ndubuisi Okosieme
Ndubuisi Okosieme (ur. 28 września 1966 w Lagos) – nigeryjski piłkarz grający na pozycji napastnika. W swojej karierze rozegrał 3 mecze i strzelił 1 gola w reprezentacji Nigerii.

## Kariera klubowa
Swoją karierę piłkarską Okosieme rozpoczął w klubie Flash Flamingoes, w barwach którego zadebiutował w 1983 roku. W 1988 roku przeszedł do El-Kanemi Warriors, a w 1989 roku grał w ACB Lagos FC. W latach 1989–1991 był zawodnikiem belgijskiego drugoligowego KFC Eeklo. Następnie był zawodnikiem angielskich amatorskich klubów Willesden Constantine i Petersfield Town.

## Kariera reprezentacyjna
W reprezentacji Nigerii Okosieme zadebiutował 14 marca 1988 w wygranym 3:0 grupowym meczu Pucharu Narodów Afryki 1988 z Kenią, rozegranym w Rabacie. W debiucie strzelił gola. W tym turnieju zagrał również w grupowym meczu z Egiptem (0:0) oraz w finale z Kamerunem (0:1). Z Nigerią wywalczył wicemistrzostwo Afryki. Mecze podczas Pucharu Narodów Afryki 1988 były jego jedynymi rozegranymi w kadrze narodowej. W tym samym roku wziął również udział w Igrzyskach Olimpijskich w Seulu.